# Bonny-sur-Loire
Bonny-sur-Loire és un municipi francès, situat al departament del Loiret i a la regió de Centre – Vall del Loira. L'any 2007 tenia 2.043 habitants.

## Demografia

### Població
El 2007 la població de fet de Bonny-sur-Loire era de 2.043 persones. Hi havia 909 famílies, de les quals 359 eren unipersonals (183 homes vivint sols i 176 dones vivint soles), 275 parelles sense fills, 231 parelles amb fills i 44 famílies monoparentals amb fills.
La població ha evolucionat segons el següent gràfic:
Habitants censats

### Habitatges
El 2007 hi havia 1.174 habitatges, 927 eren l'habitatge principal de la família, 141 eren segones residències i 106 estaven desocupats. 1.025 eren cases i 148 eren apartaments. Dels 927 habitatges principals, 596 estaven ocupats pels seus propietaris, 318 estaven llogats i ocupats pels llogaters i 13 estaven cedits a títol gratuït; 14 tenien una cambra, 85 en tenien dues, 247 en tenien tres, 257 en tenien quatre i 324 en tenien cinc o més. 691 habitatges disposaven pel capbaix d'una plaça de pàrquing. A 445 habitatges hi havia un automòbil i a 318 n'hi havia dos o més.

### Piràmide de població
La piràmide de població per edats i sexe el 2009 era:
| Homes | Edats   | Dones |
| ----- | ------- | ----- |
| 0     | 95 o +  | 0     |
| 16    | 90 a 94 | 16    |
| 24    | 85 a 89 | 60    |
| 32    | 80 a 84 | 32    |
| 64    | 75 a 79 | 56    |
| 60    | 70 a 74 | 56    |
| 52    | 65 a 69 | 72    |
| 56    | 60 a 64 | 120   |
| 36    | 55 a 59 | 12    |
| 56    | 50 a 54 | 52    |
| 36    | 45 a 49 | 16    |
| 64    | 40 a 44 | 36    |
| 64    | 35 a 39 | 80    |
| 100   | 30 a 34 | 60    |
| 64    | 25 a 29 | 72    |
| 28    | 20 a 24 | 24    |
| 52    | 15 a 19 | 16    |
| 68    | 10 a 14 | 56    |
| 72    | 5 a 9   | 56    |
| 60    | 0 a 4   | 28    |

## Economia
El 2007 la població en edat de treballar era de 1.172 persones, 840 eren actives i 332 eren inactives. De les 840 persones actives 727 estaven ocupades (400 homes i 327 dones) i 113 estaven aturades (56 homes i 57 dones). De les 332 persones inactives 148 estaven jubilades, 78 estaven estudiant i 106 estaven classificades com a «altres inactius».

### Ingressos
El 2009 a Bonny-sur-Loire hi havia 932 unitats fiscals que integraven 1.999,5 persones, la mediana anual d'ingressos fiscals per persona era de 16.213 €.

### Activitats econòmiques
Dels 110 establiments que hi havia el 2007, 1 era d'una empresa extractiva, 2 d'empreses alimentàries, 4 d'empreses de fabricació d'altres productes industrials, 16 d'empreses de construcció, 30 d'empreses de comerç i reparació d'automòbils, 5 d'empreses de transport, 7 d'empreses d'hostatgeria i restauració, 3 d'empreses d'informació i comunicació, 5 d'empreses financeres, 6 d'empreses immobiliàries, 10 d'empreses de serveis, 11 d'entitats de l'administració pública i 10 d'empreses classificades com a «altres activitats de serveis».
Dels 34 establiments de servei als particulars que hi havia el 2009, 1 era una oficina de correu, 1 una oficina bancària, 1 funerària, 3 tallers de reparació d'automòbils i de material agrícola, 1 autoescola, 1 paleta, 2 guixaires pintors, 2 fusteries, 6 lampisteries, 1 empresa de construcció, 4 perruqueries, 3 veterinaris, 5 restaurants, 2 agències immobiliàries i 1 saló de bellesa.
Dels 8 establiments comercials que hi havia el 2009, 2 eren supermercats, 1 una botiga de més de 120 m², 1 una botiga de menys de 120 m², 1 una peixateria, 1 una llibreria, 1 una botiga d'equipament de la llar i 1 una joieria.
L'any 2000 a Bonny-sur-Loire hi havia 24 explotacions agrícoles que ocupaven un total de 1.150 hectàrees.

## Equipaments sanitaris i escolars
L'únic equipament sanitari que hi havia el 2009 era una farmàcia.
El 2009 hi havia una escola elemental.

## Poblacions més properes
El següent diagrama mostra les poblacions més properes.